# Radio Maubere
Radio Maubere war ein Clandestine-Radio auf 3805 kHz (später 5270 kHz). der osttimoresischen Widerstandsorganisation FRETILIN, der von September 1975 bis Dezember 1978 von ihrem Kampf gegen die indonesischen Invasoren berichtete.

## Name
„Maubere“ ist eine alte Bezeichnung für die osttimoresische Bevölkerung, die sich in mehrere verschiedene Ethnien aufteilt.

## Geschichte
Den Sender hatten die Osttimoresen 1975 von Mitgliedern der Communist Party of Australia (CPA) erhalten. Zunächst nutzte ihn die FRETILIN, um ihre politischen Ziele im Land zu verbreiten. Nach dem Putsch der UDT am 11. August 1975 sendete man von der FRETILIN-Zentrale in Taibesi, später vom Tower des alten Flughafens Dilis (auf dem Gelände steht heute der Präsidentenpalast Osttimors), bis am 7. Dezember 1975 indonesische Truppen in Dili landeten.
Nach der Besetzung durch Indonesien verlas Alarico Fernandes, der osttimoresische Informations- und Sicherheitsminister des bei Beginn der Invasion gerade neun Tage alten Staates, in Radio Maubere regelmäßig Berichte vom Abwehrkampf gegen die Besatzer, wobei der Wahrheitsgehalt nicht unbedingt sehr hoch war und ständig Erfolge der FRETILIN vermeldet wurden. Daneben gab es viele kodierte Nachrichten für den Kampf gegen die Indonesier, die an die Auslandsdelegation der FRETILIN weitergeleitet wurden und dann weiter an die Solidaritätsorganisationen in der ganzen Welt. Gesendet wurde in Englisch, Portugiesisch und Tetum.
Die erste Sendestation, die António Belo betrieb, wurde am 25. Januar 1976 von der australischen Polizei wegen „illegaler internationaler Kommunikation“ beschlagnahmt und Belo verhaftet. Der Empfang von Radio Maubere in Australien war erlaubt, doch die Weiterverbreitung ohne Sendelizenz stand unter Strafe und wurde von der australischen Polizei verfolgt. Mit der Hilfe von Brian Thomas Manning und Denis Freney baute Belo eine neue Kommunikationsstation in Batchelor, auf einem Grundstück von einem Bekannten Mannings auf. Um die Polizei zu täuschen, verbreitete Belo das Gerücht, er würde nach Macau gehen und seine Radiostation erhielt den Namen „Mount Macau“. Auf der Cox-Halbinsel entstand eine zweite Station, die von Estanislau da Silva betrieben wurde. Belo erkrankte aber später und musste zur Behandlung nach Adelaide, so dass nur noch die Station auf der Cox-Halbinsel verblieb. Von hier aus wurden Sendungen von Radio Maubere weiter nach ganz Australien verbreitet. Die Aktivisten nahmen Sendungen auch auf Kassette auf, so sind über 50 Stunden Sendematerial dokumentiert. Ein Problem war die Stromversorgung des Senders. Man löste sie mit einem Dynamo und Batterien. Zum Aufladen musste man in die Pedale treten.
Harry Hatfield, ein Mitglied der CPA und Metallarbeiter, baute ein mobiles Funkgerät in einem Toyota Coaster ein. Für eine Zeit lang unterstützte das CPA-Mitglied Neville Cunningham Silva beim Funkbetrieb, wurde aber bald von Andrew Waterhouse ersetzt. Am 27. September 1976, zehn Tage vor dem Besuch des australischen Premierministers Malcolm Fraser in Jakarta, ging die australische Polizei erneut gegen den illegalen Sender vor. Silva und Waterhouse wurden verhaftet, das Funkgerät beschlagnahmt. Nach einem kurzen Prozess wurde Silva wieder freigelassen, aber ausgewiesen. Er ging nach Mosambik.
Mit Hilfe der CPA und niederländischen Finanziers wurde erneut ein Sender aufgebaut. Der junge englische Radikale Chris Elenor, der erst 1976 aus London nach Australien gekommen war, übernahm
den Sendebetrieb. Er erhielt eine falsche Identität, eine schnelle, technische Ausbildung und ein Fahrzeug mit einem im Reservetank versteckten Funkgerät, mit dem er zu abgelegenen Orten außerhalb Darwins fahren konnte, von wo aus er sechs Monate lang das Funkgerät bediente. Sein Codename war Kolibere. Nach Elenor übernahm das CPA-Mitglied John  Wishart die Aufgabe, der zwischen 25 Sendeorten hin und her wechselte. Weitere Betreiber waren David Arkins und  Peter Cosmos Bryson.  Robert Wesley-Smith gehörte zu den Unterstützern. Die australische Station bestand ohne weitere Zugriffe der australischen Polizei weiter bis Ende 1978. Dann ergab sich in Osttimor im September 1978 Fernandes den Indonesiern. Der Radiosender wurde am 12. Dezember von den Invasoren aufgespürt und die Sendungen beendet. Es gibt Vorwürfe, dass Fernandes zu den Indonesiern übergelaufen sei und bereits vor seiner Gefangennahme Falschmeldungen und verschlüsselte Nachrichten über das Radio an die Invasoren gesendet habe, um Stellungen des Widerstands zu verraten.